# Rathscafé/Deutsches Haus

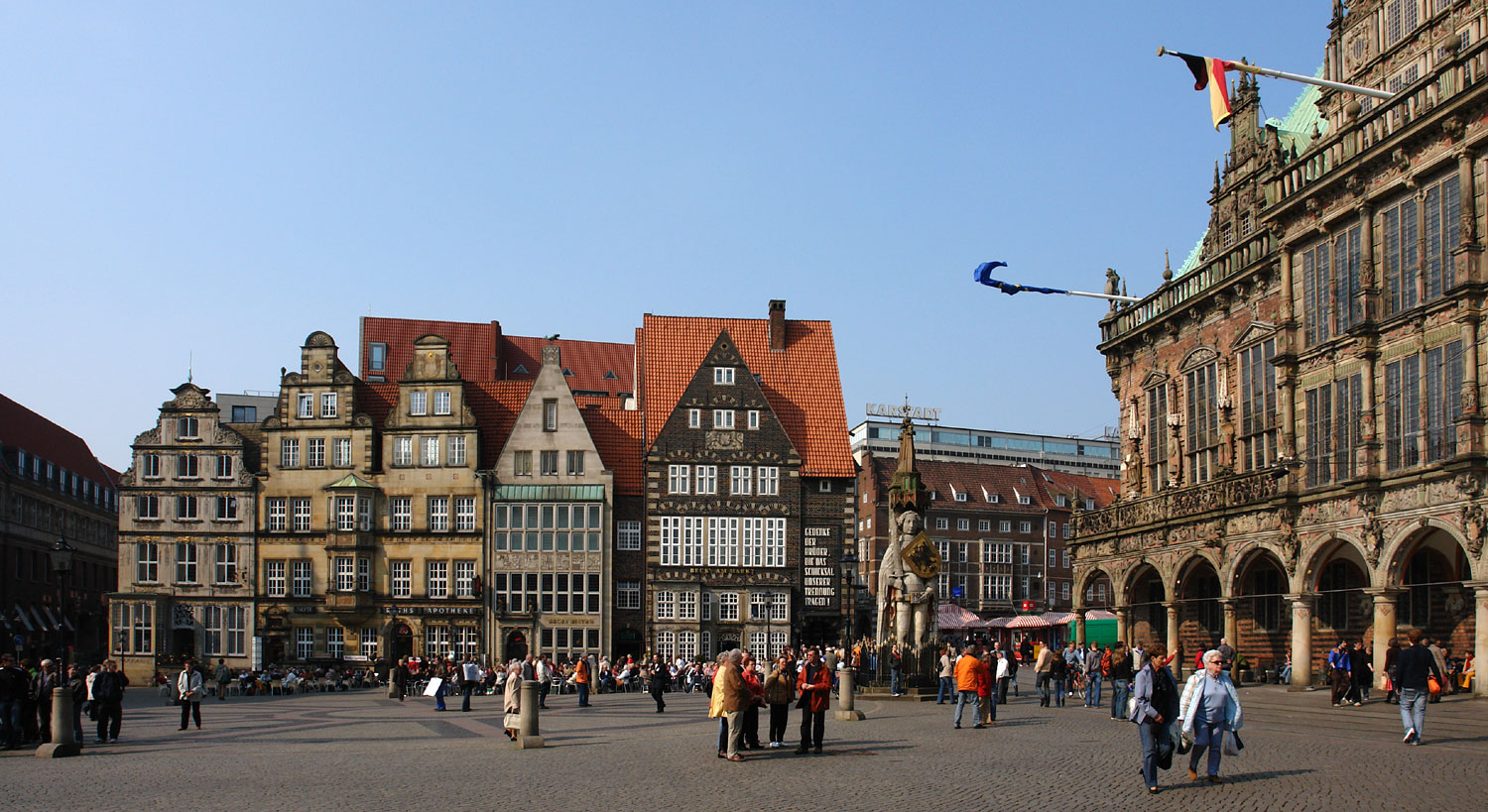
Marktplatz: Deutsches Haus rechts an der Nordwestseite; rechts Roland und Rathaus

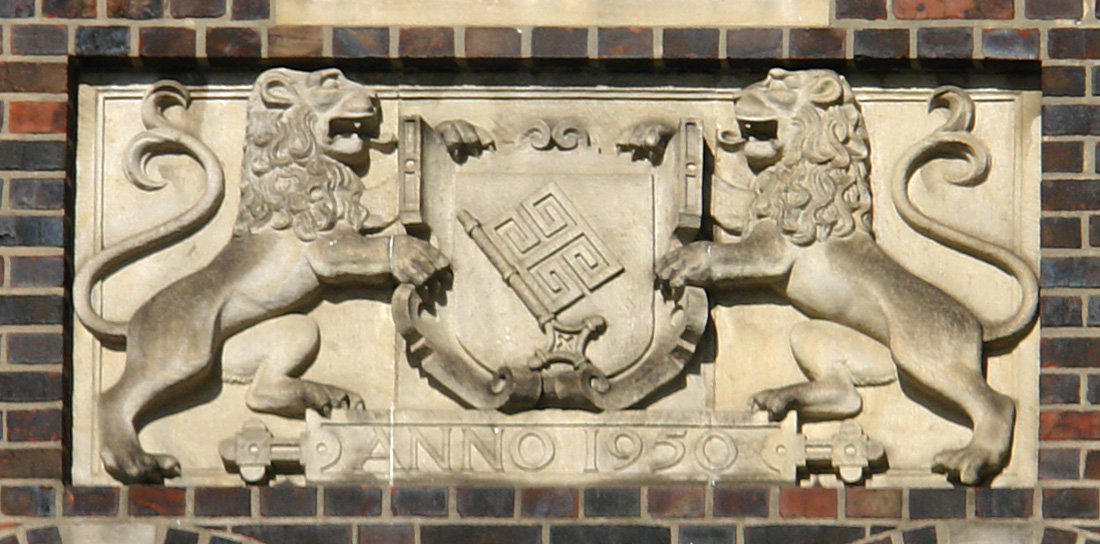
Wappenstein am Marktgiebel

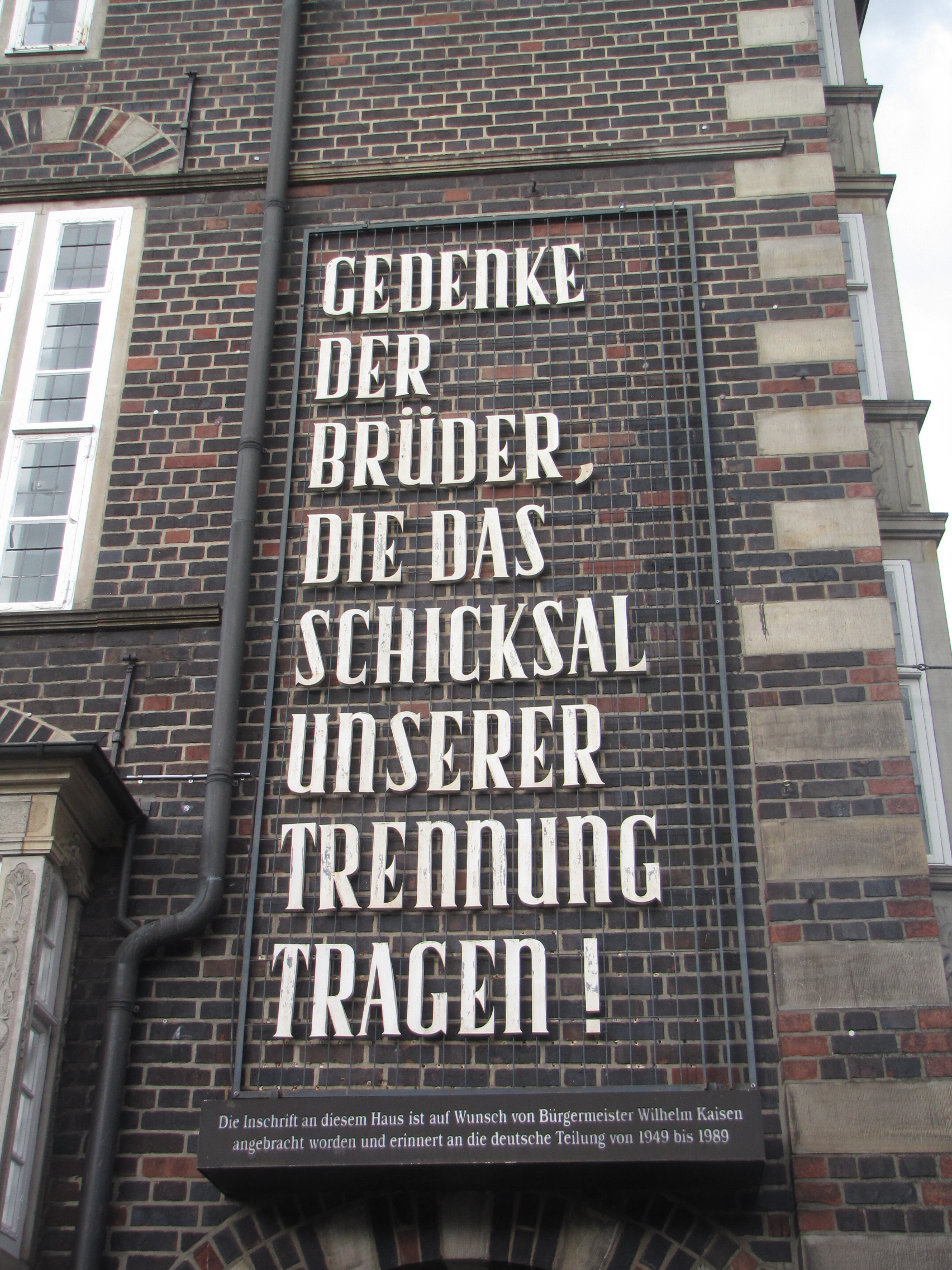
Mahnung nach Wilhelm Kaisen

Das Rathscafé, heute Deutsches Haus, ist in Bremen ein denkmalgeschütztes Gebäude am Bremer Marktplatz, Am Markt Nr. 1 und  Hakenstraße Nr. 1. Es ist Teil des Denkmalensembles Am Markt Nr. 1 bis 21.

## Geschichte
An der Ecke Bremer Marktplatz / Liebfrauenkirchhof bzw. Obernstraße stand im Mittelalter ein städtisches Weinhaus, das später einen Renaissancegiebel erhielt. Noch im 17. Jahrhundert diente das Gebäude als Weinlager. Es ging dann in privaten Besitz über und wurde mehrfach umgebaut. Um 1900 war hier ein Wäschegeschäft ansässig. Es wurde dann von der Stadt Bremen gekauft und für einen Neubau abgerissen.

### Rathscafé
Auf Grund seiner unmittelbaren Nachbarschaft zum Bremer Rathaus wurde das Bauvorhaben deshalb in einem reichsweiten Wettbewerb ausgeschrieben. Sieger des Architektenwettbewerbes war der junge Bremer Architekt Rudolf Jacobs. Nach seinen Plänen erfolgte der viergeschossige Bau mit Satteldächern von 1909 bis 1911 an der Ecke Markt / Liebfrauenkirchhof (damals Kaiser Wilhelm-Platz). Jacobs gelang ein von der Fachwelt stark beachtetes Bauwerk. Es ist von großer städtebaulicher Bedeutung für den Marktplatz und für den gegenüberliegenden Unser-Lieben-Frauen-Kirchhof.
Das Bauwerk aus der Bauepoche der Jahrhundertwende entsprach hinsichtlich seiner Maßstäblichkeit und Gestaltung der Heimatschutzarchitektur und der Reformarchitektur. Die giebelständige Dreihäusergruppe, als „Dokument altbremischer Kunst und Kultur“, ist außen und innen ausgestattet mit Originalstücken aus Bergungen, Sammlungen und Ankäufen wie der äußere Werksteingiebelschmuck, die Utluchten des 18. Jahrhunderts und die Portale sowie innen die zwei Dielen des 18. Jahrhunderts.

### Deutsches Haus
Das im Zweiten Weltkrieg stark zerstörte Eckhaus wurde 1950/51 nach Plänen des Architekten Herbert Anker vom Unternehmen Paul Kossel nahezu befundgetreu wiederaufgebaut. Das ehemalige Rathscafé trägt nach dem Wiederaufbau die Bezeichnung Deutsches Haus. Sandsteinreliefs thematisieren Zerstörungen und den Wiederaufbau. Das Innere wurde 1956 stärker verändert. Erhalten blieben nur noch im Eckhaus zur Hakenstrasse die Nachbildung einer Diele aus dem Stövesandtschen Haus am Geeren unter Verwendung originaler Treppen, Türen und Brüstungstafeln mit Akanthus-Schnitzwerken um 1740.
Die ehemaligen Marktdielen hießen nun Bürgerstuben und einige der Räume  weiterhin Rathsstuben. Im Gebäude befand sich die Deutsche Bruderhilfe.
Im Jahr 1995 wurde der Gebäudekomplex mit dem dazugehörigen Gebäude Haus am Markt von dem Bremer Architekten Christian Bockholt (Büro BPG) komplett revitalisiert. Die nicht mehr zeitgemäßen Gastronomie-Bereiche in den Obergeschossen wurden u. a. in Büroflächen und Wohnungen umgebaut. Die Räumlichkeiten des Industrie-Club Bremen e.V. wurden erneuert und 2008 nochmals komplett modernisiert.
Seit 2007 ist das Gebäude im Besitz der Körber-Stiftung. In der Gaststätte befindet sich aktuell Beck's am Markt.
Die Inschrift in großen Buchstaben befindet sich seit 1955 an der Marktseite mit den mahnenden Worten von Wilhelm Kaisen:
„Gedenke der Brüder, die das Schicksal unserer Trennung tragen!“
Die Inschrift wurde ab März 2011 für ein Jahr für eine Ausstellung an das Haus der Geschichte in Bonn verliehen.
Der Wappenstein am Giebel ist eine Nachbildung eines alten Originals des Großen Bremer Landeswappen auf dem Rickmerschen  Landgut in Horn.

#### Bauteile anderer Gebäude
Folgende Reste anderer abgebrochener Bremer Bürgerhäuser wurden am Rathscafé wieder eingebaut: Ein Portal der Spätrenaissance aus der Zeit um 1660 wurde an der Hakenstrasse 1 1909 verwendet; an der Marktseite die Ausluchten der Häuser Tiefer Nr. 35 (rechts) und Hinterm Schütting Nr. 8 (links); der Erker des Eckhauses von der Pelzerstrasse Nr. 6 und vom Brill Nr. 8; die Erker des mittleren Hauses von Balgebrückstraße Nr. 33; der Giebel des Eckhauses an der Hakenstrasse von der Wachtstrasse  Nr. 17, der 1894 abgebrochen wurde.

## Denkmalschutz
1973 wurde das Rathscafé, heute Deutsches Haus, unter Denkmalschutz gestellt.
Das Gebäudeensemble an der Nordwestseite des Marktplatzes besteht von rechts nach links aus den folgenden vier Gebäuden:
- Nr. 1 Rathscafé/Deutsches Haus von 1908–1911 sowie 1951/1956,
- Nr. 9 Haus Zum Jonas von 1600 und 1963,[3]
- Nr. 11 Raths-Apotheke von 1893–1894 und 1959–1960,[4]
- Nr. 12 Haus der Stadtsparkasse von 1755 und 1957–1958.[5]